# Uniwersytet As-Sulajmanijja
Uniwersytet As-Sulajmanijja (kurd.جامعة الموصل, ) – iracka publiczna uczelnia wyższa, zlokalizowana w As-Sulajmanijja.
Uniwersytet został założony w 1968 roku, początkowo składał się z trzech wydziałów. W 1981 roku władze irackie zdecydowały o przeniesieniu uczelni do Irbilu i zmiany jego nazwy na Uniwersytet Saladyna. Uniwersytet w As-Sulajmanijja powołano ponownie w 1992 roku, nawiązując do tradycji poprzedniej uczelni. 
W skład uczelni wchodzą następujące wydziały:
- Nauk Medycznych
- Inżynierii
- Nauk Ścisłych
- Nauk Rolniczych
- Prawa i Nauk Politycznych
- Pedagogiki i Wychowania Fizycznego
- Administracji
- Humanistyczny

## Źródła
- Strona uczelni